# Хаки (группа)
«Хаки» — российская поп-рок-группа, основанная в Санкт-Петербурге осенью 2008 года.
В состав группы входят: Илья Самитов — вокал, Макс Леонидов — гитара, вокал, Александр Макаров — клавишные, Денис Турлаев — бас, Владимир Жеребцов — ударные, Вэл Краял — гитара, вокал.

## История
30 ноября 2008 состоялся первый концерт группы «Хаки». В начале 2009 года — первая запись в студиях «Винтаж» (Москва) и «Мелодия» (Санкт-Петербург): саунд-продюсеры Олег Баранов и Андрей Самсонов. Мастеринг треков «Спецагенты» и «Отпусти» выполнил легендарный нью-йоркский звукоинженер Джордж Марино, работавший над многими успешными альбомам Metallica, U2, Led Zeppelin, A-Ha, Coldplay и других именитых музыкантов. «Тайна» попала в руки к его не менее именитому коллеге англичанину Мику Маршу.
Весной 2009 года состоялись съёмки дебютного видео «Хаки» на песню «Отпусти». Оператор Марат Адельшин. Уже через несколько недель после начала ротации песни на радио, 20 мая 2009 года состоялась премьера клипа «Отпусти» на канале «МУЗ-ТВ». В июне клип «Отпусти» вошёл в ротацию на музыкальном телеканале «РУ-ТВ». Группу заметили продюсеры телесериалов «Универ» и «Ранетки» и пригласили принять участие в записи саундтреков, а в нескольких сериях «Хаки» даже сыграли самих себя. Опыт телесъемок позднее пригодился группе во время игры в «Мафию» на «МУЗ-ТВ» 4 ноября 2009 года и на съемках телешоу «Comedy Club» 7 января 2010 года.

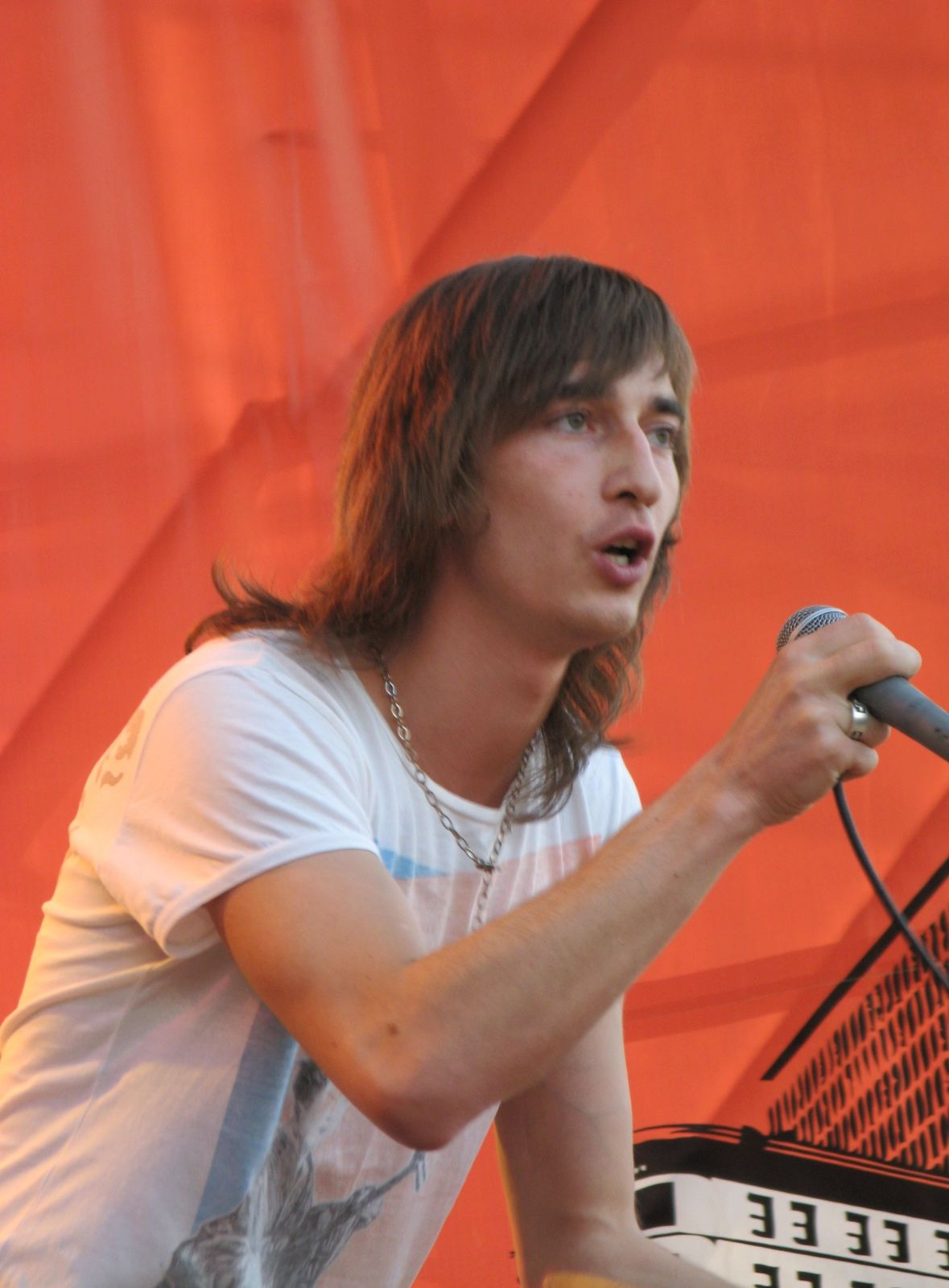
Илья Самитов и группа «Хаки» на фестивале «Rock-Line-2009» в Перми

В начале лета 2009 года группа выпустила демо-сингл «Тайна», в который вошли три песни и клип. Тираж в 30 тысяч экземпляров разошёлся мгновенно. Его первыми счастливыми обладателями стали зрители пермского фестиваля «Рок-лайн», а также зрители и участники многочисленных фестивалей и концертов в разных городах, в которых «Хаки» успели побывать летом 2009 года.
4 июля 2009 года группа выступила на XI Петербургском фестивале пива и кваса. 1 августа 2009 года — выступление на фестивале пива и кваса «Балтика — России!» в Ярославле.
В августе 2009 года в окрестностях Выборга прошли съемки клипа на песню «Падаю» с участием звезды «Смеха без правил» и «Убойной лиги» Смирняги. Для съемок музыканты пригласили известных мастеров музыкального видео из Финляндии, режиссёра Миско Ихо и оператора Югэ Хейккилаа. Осенью клип «Падаю» уже можно было видеть на телеканалах «МУЗ-ТВ» и «РУ-ТВ». Видео на новую композицию «Дежавю» снимали режиссёр Александр Солоха и оператор Влад Опельянц. Съемки проходили всего один день. Для участия в клипе «Хаки» пригласили VJ телеканала «РУ-ТВ» Юлию Лысенко.
14 ноября 2009 года «Хаки» выступили в «Лужниках» перед футбольным матчем отборочного тура Чемпионата мира — 2010 на концерте в поддержку сборной России. В концерте также приняли участие группы «Уматурман», «Агата Кристи». В этот же день песня «Дежавю» вошла в ротацию на радио. А уже 4 декабря состоялась премьера клипа «Дежавю» на телеканале «РУ-ТВ». Песню по достоинству оценили диджеи: в первые же недели ротации появилось несколько танцевальных ремиксов.
25 декабря 2009 года «Хаки» выступили на вечеринке, посвященной 18-летию Радио «Максимум» в клубе Milk Moscow.
5 марта 2010 года группа опубликовала свой официальный интернет-сингл «В кармане любовь», а заглавная композиция сингла вошла в радийную ротацию.
13 марта 2010 года группа приняла участие в первом танцевальном фестивале «Russian Dance», устроенном Радио DFM в клубе Milk Moscow.

## Дискография
- Тайна (Angel Music Company; сингл, 2009)
- В кармане любовь (Angel Music Company; интернет-сингл, 2010)
- Удивительно новый (Angel Music Company; студийный альбом, 2012)